# جولی سویر
جولی سویر (انگلیسی: Julie Soyer؛ زادهٔ ۳۰ ژوئن ۱۹۸۵) بازیکن فوتبال اهل فرانسه است.
از باشگاه‌هایی که در آن بازی کرده‌است می‌توان به مرکز آکادمی فوتبال کلیر فونتین، باشگاه فوتبال زنان پاری سن ژرمن، و باشگاه فوتبال زنان مون‌پلیه اشاره کرد.
وی همچنین در تیم‌های ملی فوتبال France women's national under-21 football team و زنان فرانسه بازی کرده‌است.